# Ciclisme als Jocs Olímpics d'Estiu de 2016 - Persecució per equips femenina
La prova de persecució per equips femenina dels Jocs Olímpics de Rio de Janeiro 2016 es disputà de l'11 al 13 d'agost al Velòdrom Olímpic de Rio.
Aquesta prova de ciclisme en pista consta d'un seguit de rondes que els ciclistes han d'anar superant. Els ciclistes corren en equips formats per quatre membres. En la primera ronda, cada equip realitza 4 km i se li computa el temps, sempre sobre el tercer dels ciclistes en arribar. Els vuit millors classificats passen ronda. En aquesta nova ronda els equips s'enfronten en grups de dos segons l'ordre de qualificació. Els millors temps de la 1a ronda lluiten per les medalles. Els altres equips per les restants posicions.
La prova va ser guanyada per l'equip del Regne Unit, seguit per Estats Units i el Canadà en tercer lloc.

## Medallistes
| Or                                                                          | Plata                                                                        | Bronze                                                                                           |
| Regne Unit · Katie Archibald · Laura Trott · Elinor Barker · Joanna Rowsell | Estats Units · Sarah Hammer · Kelly Catlin · Chloe Dygert · Jennifer Valente | Canadà · Allison Beveridge · Jasmin Glaesser · Kirsti Lay · Georgia Simmerling · Laura Brown (Q) |

## Qualificació
En color, els vuit primers equips es classifiquen per a la següent ronda
| Posició | País            | Ciclistes                                                           | Temps           |
| ------- | --------------- | ------------------------------------------------------------------- | --------------- |
| 1       | Regne Unit      | Katie Archibald Laura Trott Elinor Barker Joanna Rowsell            | 4:13.260 (R.M.) |
| 2       | Estats Units    | Sarah Hammer Kelly Catlin Chloe Dygert Jennifer Valente             | 4:14.286        |
| 3       | Austràlia       | Georgia Baker Annette Edmondson Amy Cure Melissa Hoskins            | 4:19.059        |
| 4       | Canadà          | Allison Beveridge Jasmin Glaesser Laura Brown Georgia Simmerling    | 4:19.599        |
| 5       | Nova Zelanda    | Lauren Ellis Racquel Sheath Rushlee Buchanan Jaime Nielsen          | 4:20.061        |
| 6       | R.P. de la Xina | Huang Dongyan Jing Yali Ma Menglu Zhao Baofang                      | 4:25.246        |
| 7       | Itàlia          | Simona Frapporti Tatiana Guderzo Francesca Pattaro Silvia Valsecchi | 4:25.543        |
| 8       | Polònia         | Daria Pikulik Edyta Jasińska Justyna Kaczkowska Natalia Rutkowska   | 4:28.988        |
| 9       | Alemanya        | Gudrun Stock Charlotte Becker Mieke Kröger Stephanie Pohl           | 4:30.068        |

## Primera ronda
Els guanyadors de les sèries 3 i 4 passen la final per les medalles d'or i plata. Els sis equips restants es classifiquen segons els seus temps i s'aparellen de la següent manera: els dos equips més ràpids lluiten per la medalla de bronze. Els següents dos equips més ràpids correran pel 5è i 6è llocs, i els dos últims equips pels 7è i 8è llocs.
| País            | Ciclistes                                                           | Temps    |
| --------------- | ------------------------------------------------------------------- | -------- |
| Itàlia          | Simona Frapporti Tatiana Guderzo Francesca Pattaro Silvia Valsecchi | 4:22.964 |
| R.P. de la Xina | Huang Dongyan Jing Yali Ma Menglu Zhao Baofang                      | 4:23.678 |

| País         | Ciclistes                                                         | Temps    |
| ------------ | ----------------------------------------------------------------- | -------- |
| Nova Zelanda | Lauren Ellis Racquel Sheath Rushlee Buchanan Jaime Nielsen        | 4:17.592 |
| Polònia      | Daria Pikulik Edyta Jasińska Justyna Kaczkowska Natalia Rutkowska | DSQ      |

| País         | Ciclistes                                                | Temps    |
| ------------ | -------------------------------------------------------- | -------- |
| Estats Units | Sarah Hammer Kelly Catlin Chloe Dygert Jennifer Valente  | 4:12.282 |
| Austràlia    | Georgia Baker Annette Edmondson Amy Cure Melissa Hoskins | 4:20.262 |

| País       | Ciclistes                                                       | Temps           |
| ---------- | --------------------------------------------------------------- | --------------- |
| Regne Unit | Katie Archibald Laura Trott Elinor Barker Joanna Rowsell        | 4:12.152 (R.M.) |
| Canadà     | Allison Beveridge Jasmin Glaesser Kirsti Lay Georgia Simmerling | 4:15.636        |

## Finals
| País         | Ciclistes                                                | Temps           | Posició |
| ------------ | -------------------------------------------------------- | --------------- | ------- |
| Regne Unit   | Katie Archibald Laura Trott Elinor Barker Joanna Rowsell | 4:10.236 (R.M.) | Or      |
| Estats Units | Sarah Hammer Kelly Catlin Chloe Dygert Jennifer Valente  | 4:12.454        | Plata   |

| País         | Ciclistes                                                       | Temps    | Posició |
| ------------ | --------------------------------------------------------------- | -------- | ------- |
| Canadà       | Allison Beveridge Jasmin Glaesser Kirsti Lay Georgia Simmerling | 4:14.627 | Bronze  |
| Nova Zelanda | Lauren Ellis Racquel Sheath Rushlee Buchanan Jaime Nielsen      | 4:18.459 | 4       |

| Enfrontament pel 5è i 6è lloc \| País \| Ciclistes \| Temps \| Posició \| \| --------- \| ---------------------------------------------------------------------- \| -------- \| ------- \| \| Austràlia \| Georgia Baker Annette Edmondson Amy Cure Ashlee Ankudinoff \| 4:21.232 \| 5 \| \| Itàlia \| Beatrice Bartelloni Tatiana Guderzo Francesca Pattaro Silvia Valsecchi \| 4:28.368 \| 6 \| | Enfrontament pel 7è i 8è lloc Amb la desqualificació de Polònia a la ronda anterior, Xina acabà en el 7è lloc. |          |         |
| País | Ciclistes | Temps    | Posició |
| Austràlia | Georgia Baker Annette Edmondson Amy Cure Ashlee Ankudinoff                                                     | 4:21.232 | 5       |
| Itàlia | Beatrice Bartelloni Tatiana Guderzo Francesca Pattaro Silvia Valsecchi                                         | 4:28.368 | 6       |